# Insecticida
Un insecticida és un compost químic utilitzat per matar insectes o controlar-ne la seva població, mitjançant la inhibició d'enzims vitals. L'origen etimològic de la paraula insecticida deriva del llatí i significa literalment matar insectes. És un tipus de biocida.
Els insecticides tenen importància per al control de plagues d'insectes en l'agricultura o per eliminar tots aquells que afecten la salut humana i animal. Els àcars no són insectes i poden ser immunes a alguns insecticides i s'eliminen amb productes específics, els acaricides. En el llenguatge quotidià aquest terme s'utilitza per a referir-se als productes que tenen la propietat de matar insectes i d'una forma restringida a les suspensions en pots d'aerosol Tenen un gran ventall d'aplicacions, com per exemple: agricultura, ramaderia, construcció, etc.
Els insecticides poden ser repel·lents o no repel·lents. Els insectes socials com les formigues no poden detectar els no repel·lents i l'eviten. Però quan tornen al niu s'emporten l'insecticida i el transfereixen als seus companys de niu. Amb el temps, això elimina totes les formigues, inclosa la reina. Aquest mètode és més lent que d'altres, però normalment erradica completament la colònia de formigues.

## Història i origen
Ja a l'època hel·lenística es descriu l'ús de diferents productes per a espantar les mosques i les mòmies eren tractades amb diferents essències per a protegir els seus cossos de l'acció dels insectes necròfags.
El desenvolupament de la botànica i els descobriments de noves plantes per la seva utilització industrial i productiva en els segles xvii i xviii, va portar al descobriment de propietats insecticides en essències vegetals com el tabac i el piretre. A partir de la segona meitat del segle xix amb el desenvolupament accelerat de la indústria de síntesi química en què es comencen a produir i dissenyar productes insecticides sintètics.
Paral·lelament també es van usar diferents sals d'arsènic com ara l'arseniat de coure o Verd París; de zinc, mercuri, plom i calci. No obstant el seu ús provocava intoxicacions en els consumidors quan eren utilitzats en l'àmbit agrícola. Tots aquests verins són tòxics d'absorció estomacal i van conduir als EUA i altres països a regular-ne l'ús i fins i tot prohibir-ne l'ús. També al final del segle xix es va usar el formaldehid i l'àcid cianhídric per a fumigar edificis en tractament contra els corcs de la fusta i les xinxes. El 1886 es documenta l'adquisició de resistència a l'àcid cianhídric a la "cochinilla" dels cítrics.
És a la dècada de la dècada de 1940 quan es comencen a comercialitzar els primers organoclorats i el popularitzà l'ús de DDT. Ràpidament, però es descobreix que les poblacions són ràpidament immunitzades (2-10 anys) després de la generalització dels seu ús, a més en ser bio-acumulable es produeix la intoxicació en els depredadors i super-depredadors dels ecosistema.
A partir del tercer terç del segle xx i començaments del segle xxi i degut als problemes de toxicitat específics dels insecticides sintètics es comencen a desenvolupar productes menys tòxics i més específics. Es generen corrents de pensament contraris a l'ús generalitzat de pesticides i es configura el control integral de plagues. que comporta l'ús de biocides de forma controlada i la implementació de sistemes de control passiu més que no pas l'ús sistemàtic

## Característiques ideals d'un insecticida tipus
1. Gran especificitat. El producte només afecta a un organisme concret deixant indemnes la resta d'éssers vius i el medi ambient.
2. Baixa toxicitat en humans. El producte revesteix un risc baix tant per a sofrir intoxicacions agudes com a exposicions a baixes dosis.
3. Baixa dosis letal. L'insecticida és efectiu amb poca quantitat.
4. Cost baix. El producte ha de ser barat.

Addenda: Òbviament aquestes característiques rarament estan presents en un mateix producte.

## Formulacions
- Suspensió. El principi actiu es troba en forma de partícules en suspensió aquosa.
- Emulsió, el preparat és una barreja de líquids en base hidròfoba.
- Micro-encapsulat, el principi actiu es troba encapsulat en micro-partícules.
- Gel, el principi actiu es troba barrejat amb una formulació que conté substàncies atractives (kairomones o atraients alimentaris) i té forma de pasta semifluida que en permet la seva ingestió.
- Pols mullable, el preparat es troba en una formulació de pols que ha de ser suspesa en aigua per a la seva aplicació.
- Pols seca.
- Laca, el preparat es troba suspès en un dissolvent polar, un cop aplicat amb pinzellat o esprai sobre la superfície el dissolvent s'evapora.

## Mode d'actuació
Els insecticides poden tenir acció sobre un o diversos dels estadis de desenvolupament de l'artròpode i es consideren ovicides, larvicides i adulticides respectivament si eliminen els ous, la larva o l'adult.
- Insecticides de contacte.. Els insecticides poden entrar en contacte amb l'insecte per ingestió, bé per aliments o per neteja bucal(Insecticides d'ingestió) o quan toquen l'insecte i, sovint es dona de forma combinada.[6]
- Insecticides sistèmics. En insecticides d'ús agrícola la forma més moderna i efectiva d'actuació és la introducció de l'insecticida a l'interior de la planta i a través dels vasos conductors repartir-se per tota la planta fent-la verinosa.[7]
- Inhibidors de la muda.L'acció de l'insecticida sobre l'organisme desitjat pot ser la mort a curt o mitjà termini, de vegades abans deixa de menjar o impedeix la metamorfosi de l'insecte que a més llarg termini condueix a la mort dels individus i la minva de les poblacions, bé sigui en els estadis de mudes larvals o de pupa.

### Classificació de la manera d'acció dels insecticides[8]
- Inhibidors de l'acetilcolinesterasa
  - Carbamats, per exemple la matèria activa Pirimicarb
  - Organofosforats, per exemple el Clorpirifòs
- Moduladors del canal de sodi
  - Piretroides i piretrines, per exemple, la Deltametrina
- Agonistes del receptor nicotínic de l'acetilcolina
  - Neonicotinoides, per exemple imidacloprid
  - Butenolides, per exemple flupiradifurona
- Activadors del receptor al·lostèric nicotínic de l'acetilcolina
  - Spinosines, per exemple, Spinosad
- Activadors del canal de clorur
  - Avermectines, per exemple Abamectina
  - Milbemectines, per exemple Milbemectina
- Mimètics de l'hormona juvenil
  - Fenoxicarb
  - Piriproxifè
- Diversos inhibidors no específics (multi-lloc)
  - Fluorur de sulfuril
  - Generadors d'isotiocianat de metil, exemple, Dazomet
- Moduladors dels òrgans cordotonals
  - Pimetrozina
  - Flonicamida
- Inhibidors del creixement en àcars
  - Clofentezin
  - Hexitiazox
  - Etoxazol
- Disruptors microbians de les membranes digestives d'insectes
  - Bacillus thuringiensis i les proteïnes insecticides que produeixen
- Inhibidors de l'ATP sintetasa mitocondrial
  - Acaricides orgànics d'estany, per exemple Fenbutaestan
- Inhibidor de la biosíntesi de quitina, tipus 0 lepidòpters
  - Benzoillurees
- Inhibidor de la biosíntesi de quitina, tipus 1 homòpters
  - Diflubenzuron
  - Buprofezin
- Disruptors de la muda, dípters
  - Ciromazina
- Agonistes del receptor d'ecdisona
  - Diacilhidracines
- Inhibidors del transport d'electrons en el complex mitocondrial III
  - Acequinocil
- Inhibidors del transport d'electrons en el complex mitocondrial I
  - Acaricides i insecticides METI
- Bloquejadors del canal de sodi depenent del voltatge
  - Indoxacarb
  - Metaflumizona
- Inhibidors de l'acetil CoA carboxilasa
  - Derivats dels àcids: àcid tetrònic i àcid tetràmic
- Inhibidors del transport d'electrons en el complex mitocondrial IV
- Fosfines, per exemple, fosfur d'alumini
- Moduladors del receptor de la rianodina
  - Diamides
- Compostos amb manera d'acció desconeguda o incerta
  - Azaridactin
  - Sofre
  - Bifenazat
  - Polisulfur de calci

## Avantatges i riscs
L'ús d'insecticides combinat amb altres innovacions, és responsable de l'augment de la higiene i salut en la població. A l'agricultura ha permès augmentar els rendiments i millorar la conservació dels aliments. D'altra banda ha introduït en el medi ambient uns productes tòxics, els productes de degradació dels quals tenen en part d'efectes desconeguts.
Per tal de limitar el risc l'avaluació del grau de toxicitat per a l'home dels insecticides i altres agroquímics es fa en organismes oficials. S'utilitzen animals de laboratori i s'estableix la dosi letal normativa DL50. També hi ha un risc variable de mutacions, esterilitat malalties diverses i contaminació de terres, aigües i aliments.
- «Insecticides, dosi i toxicitat».   Quèquicom, 09-05-2017.

## Insecticides classificats per famílies químiques
Els insecticides es poden classificar segons la composició dels seus principi actiu.

### Organoclorats
Derivats del clor. Són extremadament persistents i acumulables en els greixos. Actualment, tant la seva comercialització com la fabricació estan prohibides a tota la Unió Europea i molts països desenvolupats degut als seu problemes de bioacumulació. Tanmateix, es continuen usant en alguns països subdesenvolupats, ja que el seu ús permet el control de mosquits i de retruc el control de malalties transmeses per aquests com el paludisme, la febre groga, el dengue o el virus de l'oest del Nil.
- Aldrin
- Clordà
- Clordecona
- DDT
- Dieldrin
- Endosulfan
- Endrin
- Heptaclor
- Hexaclorobenzé
- Lindà (gamma-Hexaclorociclohexà)
- Methoxychlor
- Mirex
- Pentachlorophenol
- TDE

### Organofosforats
Tenen menor persistència que els organoclorats. Actuen atacant el sistema nerviós inhibint l'acetilcolinesterasa, enzim encarregat de la hidròlisi del neurotransmissor acetilcolina substància implicada en la transmissió dels senyals nerviosos.
- Acefat
- Metil azinfós
- Bensulida
- Cloretoxifós
- Clorpirifós
- Metil-clorpirifós
- Diazinón
- Diclorvós (DDVP)
- Dicrotofós
- Dimetoat
- Disulfoton
- Etoprofòs
- Fenamifós
- Fenitrotió
- Fentió
- Fostiazat
- Malatión
- Methamidofós
- Metidatió
- Mevinfós
- Naled
- Ometoat
- Metil oxidemeton
- Paratió descobert per Gerhard Schrader
- Metil paratió
- Forat
- Fosalona
- Fosmet
- Fostebupirim
- Metil pirimifós
- Profenofós
- Filayosfon
- Terbufós
- Tetraclorvinfós
- Tribufós
- Triclorfon

### Carbamats
- Aldicarb
- Carbofuran
- Carbaril
- Metomil
- 2-(1-Metilpropil)fenil metilcarbamat

### Piretroides
Els piretroides s'obtenen per síntesi química imitant la de la piretrina natural són més actius i estables però més tòxics. Derivats sintètics o semi sintètics de la piretrina provinent de la flor del Pyrethrum. Alguns no provenen de la síntesi química en laboratori i es poden utilitzar en l'agricultura ecològica, són de baixa toxicitat pels animals homeoterms. Són fotosensibles i es degraden més ràpidament en presència de llum.
- Al·letrín
- Bifentrina
- Cipermetrina
- Deltametrina
- Lambda-cihalotrina
- Permetrina
- Resmetrina
- Tetrametrina
- Tralometrina
- Transflutrina

### Neo-nicotenoides
Els neonicotinoides són uns compostos sintètics anàlegs de la nicotina (insecticida natural) amb menor toxicitat aguda pels mamífers i una major persistència en el camp. Són uns insecticides sistemàtics d'ampli espectre amb una acció ràpida. Actuen sobre el sistema nerviós dels insectes, s'uneixen específicament al receptor postsinàptic nicotínic de l'acetilcolina i això els provoca tremolors a les potes, moviment desorientat, moviment de l'ala ràpida, paràlisi i mort. S'apliquen en tractaments de llavors i sòls, normalment com a substituts dels organofosforats i els carbamats.
- Acetamiprid
- Clotianidina
- Imidacloprid
- Nitenpiram
- Nitiazina
- Tiacloprid
- Tiametoxam

### Derivats tòxics de plantes
- Piretrina (Flor del piretre)
- Ortiga
- Cafeïna
- Rotenona (s'extreu de la planta lleguminosa Derris)
- Anabasine
- Annonin
- Asimina (Pawpaw tree seeds) for lice
- Azadiractina (s'extreu a partir de la planta nim)
- Carapa
- Cinamaldehid
- Deguelin
- Linalol
- Miristicina
- Nicotina (s'extreu de la plantaNicotiana rustica). Ja no s'utilitza perquè és molt tòxica per als éssers humans.
- Llavors i arrels dePeganum harmala
- Policètid
- Quassia

### Insecticides bioracionals
Aquest grup inclouria tots aquells productes d'origen biològic o biotecnològic que tenen per objecte eliminar insectes.
- Toxina BTI
- Inhibidors de síntesi de quitina. Flufexurón